# Birger Magnusson
Birger Magnusson, född 1280, död 31 maj 1321, var Sveriges kung 1290–1318. Han var son till Magnus Ladulås, som var Sveriges kung 1275–1290, och Helvig av Holstein. Birger var sonson till Birger jarl och tillhörde därmed Bjälboätten, den stormannaätt som i fyra generationer hade – och stred inbördes om – makten i Sverige. 

## Biografi
Redan 1284 utsågs den 4-årige Birger till faderns tronföljare. När fadern avled 1290, tillträdde en förmyndarstyrelse under ledning av marsken Torgils Knutsson som blev förmyndare för sönerna Birger, Erik och Valdemar.
År 1302 kröntes Birger i Söderköping efter att 1298 ha gift sig med prinsessan Märta, dotter till den danske kungen Erik Klipping.
På 1500-talet berättade landbofogden i Småland Olof Nilsson för Rasmus Ludvigsson hur Birger utsett en Johan Ulfsson och hans bröder Brand och Karl till att hämta Märta från Danmark. På vägen till Sverige skall dock Johan ha "belägrat" henne, och hans bröder sägs ha förgripit sig på hennes tärnor. Bröderna skall därefter ha tvingats att lämna landet och uppges ha blivit fråntagna sina gods. En fjärde, oskyldig, broder Ulf, vilken omtalas som Olof Nilssons förfader, uppges ha försökt att återlösa vissa av godsen men inte hunnit slutföra transaktionen innan både han och Birger avled, och gårdarna gick ur ätten. 
Enligt Erikskrönikan skall Märta dock ha vistats i Sverige mellan att äktenskapet avtalades 1282 och bröllopet. Ulfsönerna är också helt okända i samtida dokument. Episoden har av Hans Gillingstam och Adolf Schück tolkats som en vandringssägen, medan Bjarne Beckman ansåg att den kunde ha viss verklighetsbakgrund, men att den som i Birgers ögon överträtt det passandes gräns var den norske stormannen Ivar Jonsson som ges ett gott omdöme i Erikskrönikan och att händelsen nyttjades i propaganda i samband med brödrafejden.
Makarna fick sönerna Magnus och Erik samt döttrarna Agnes och Katarina. Sonen Magnus blev avrättad år 1320.

### Andra brödrastriden och Håtunaleken

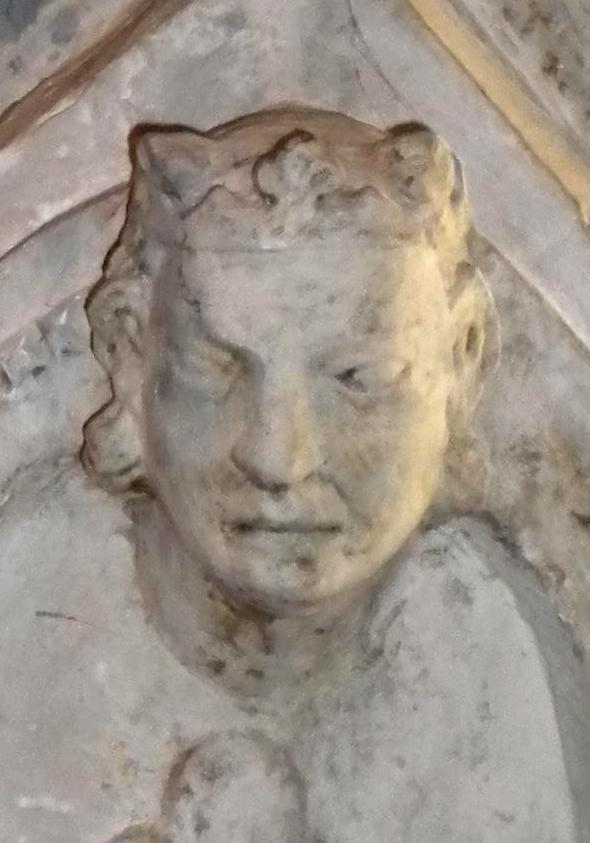
Samtida bildstod i St. Nikolai kyrka i Örebro som anses föreställa kung Birger

Birgers yngre bröder var Erik som var hertig av Södermanland och Valdemar som var hertig av Finland. Efter Birgers kröning uppstod stridigheter mellan bröderna. År 1305 böjde sig hertigarna för den kungliga övermakten ("fördraget i Kolsäter"), men bröderna stärkte sedan sin ställning och fick stöd i Norge. Hertig Erik fick förläningar i Bohuslän och norra Halland och fick även tillbaka större delen av sina gamla besittningar i Sverige.
Det stöd Birger haft i marsken Torgils Knutsson försvann när denne avrättades år 1306. Samma år togs Birger till fånga av sina bröder på Håtuna kungsgård i Uppland. Därefter fördes han som fånge till Nyköpingshus i Nyköping. Denna händelse kom att kallas Håtunaleken. År 1308 släpptes han ur fångenskapen efter att ha tvingats avstå större delen av riket.
År 1309 angreps Sverige från både Danmark och Norge. Året därpå slöts ett fredsfördrag i Helsingborg. Birger erkändes som kung men fick behålla endast vissa delar av norra och östra Sverige.

### Nyköpings gästabud och kung Birgers hämnd
Stridigheterna mellan bröderna avslutades sedan Birger på hösten 1317 bjudit Erik och Valdemar som gäster till Nyköpingshus. Där välkomnades bröderna till en början med ett ståtligt mottagande och det bjöds upp till fest. Men därefter överrumplades bröderna och kastades i slottets fängelsehåla. Enligt Erikskrönikan sade Birger då följande:
| ”                            | Minnes ider nakot aff Hatuna leek? Fulgörla minnes han mik! Thenne er ey bätre än hin! I wardhin nu fölgia mik om sin. | „ |
| – Kung Birger, Erikskrönikan | |   |

Hertigarna avled sommaren 1318, sannolikt på kungens order. Hela händelsen är känd som Nyköpings gästabud. I krönikan beskrivs Birgers reaktion efteråt, och hur han betedde sig som en "amblodhe", 'dåre' (jämför Hamlet):
| ”               | tha slo konungin sinom handom saman ok loo fastelika ok giorde sik gaman, rät som han ware en amblodhe, then sik enkte got forstodhe. ”Min drotzete signe then Helge And! Nu hawer iak Swerighe i minne hand!” | „ |
| – Erikskrönikan | |   |

### Birger Magnussons avsättning och död

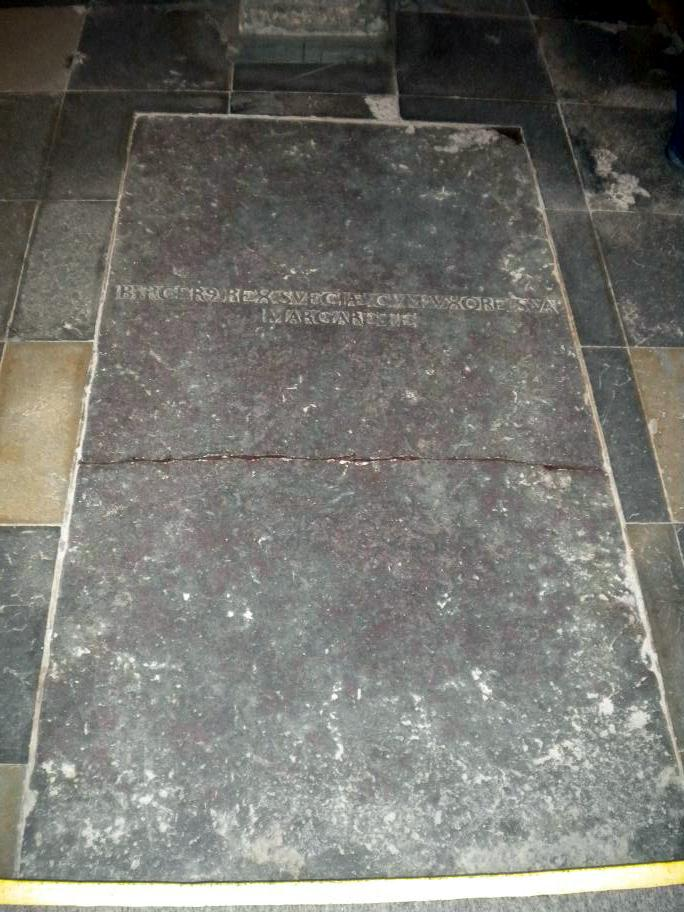
Gravsten för kungaparet, Ringsted i Danmark (inte belägen vid gravens plats)

Glädjen blev inte långvarig för Birger. Hertigarna Erik och Valdemars anhängare från hela landet samlades mot Birger. Efter långvariga strider under upproret 1318 mot kung Birger Magnusson tvingades Birger lämna landet tillsammans med sin gemål. Paret flydde till Märtas hemland Danmark, där Birger avled den 31 maj 1321 strax efter att han fått beskedet att sonen Magnus, som tagits till fånga strax efter Nyköpings gästabud, hade avrättats året innan.

## Familj
Birger gifte sig 1298 med prinsessan Märta av Danmark, dotter till danske kungen Erik Klipping. Paret fick följande barn:
1. Magnus Birgersson (avrättad i Stockholm år 1320)
2. Erik Birgersson d.y., död 1319, ärkedjäkne[8]
3. Agnes Birgersdotter
4. Katarina Birgersdotter